# Los Santos (provincie)
Los Santos is een provincie van Panama, gelegen in het zuiden van het land. De hoofdstad is de stad Las Tablas, die beroemd is vanwege het jaarlijkse carnaval en andere festiviteiten.
De provincie heeft 89.592 inwoners (2010), die wonen op een oppervlakte van ruim 3809 km².

## Districten
De provincie bestaat uit zeven gemeenten (distrito); achter elk district de hoofdplaats (cabecera):
- Guararé (Guararé)
- Las Tablas (Las Tablas)
- Los Santos (La Villa de los Santos)
- Macaracas (Macaracas)
- Pedasí (Pedasí)
- Pocrí (Pocrí)
- Tonosí (Tonosí)

Bocas del Toro · Chiriquí · Coclé · Colón · Darién · Herrera · Los Santos · Panamá · Panamá Oeste · Veraguas